# Ocell sastre de dors olivaci
L'ocell sastre de dors olivaci (Orthotomus sepium) és una espècie d'ocell passeriforme que pertany a la família Cisticolidae endèmica de Java, Bali, Lombok i illes menors limítrofes, a Indonèsia.

## Subespècies
Es reconeixen dues subespècies:
- O. s. sundaicus (Hoogerwerf, A 1962) - Illa Panaitan (a l'oest de Java)
- O. s. sepium (Horsfield, T 1821) - Terres baixes de Java, Bali, Madura i Lombok.